# Jerónimo Borao y Clemente
Jerónimo (o Gerónimo) Borao y Clemente (Zaragoza, 1821-Zaragoza, 1878) fue un escritor, político, filólogo e historiador español, rector de la Universidad de Zaragoza.

## Biografía
Jerónimo Borao estudió en el colegio de los Escolapios, en la cátedra de matemáticas de la Real Sociedad Económica de Amigos del País, y más tarde en la Universidad de Zaragoza, en la que se licenció en Letras y Derecho.
En 1847 obtuvo la Cátedra de Literatura General y Española, pasando a ejercer la docencia en la Universidad de Zaragoza, de la que fue rector en tres ocasiones: 1855-1856, 1868-1872 y 1874-1879.
Como político estuvo vinculado al Partido Progresista de Espartero, siendo diputado en Cortes por la ciudad de Zaragoza durante el Bienio Progresista (1854-1856). Con la Restauración fue senador por la Universidad de Zaragoza en 1877 y 1878.
Hombre polifacético, colaboró en la redacción de diferentes revistas de la época, como La Libertad, El Zaragozano, La Aurora, El Suspiro y la Revista de Aragón, y cultivó diversos géneros literarios. Como matemático escribió una obra con el seudónimo de Rogerio Mobona, Curso de aritmética, publicada en Zaragoza por Antonio Gallifa en 1845. Como filólogo e historiador destacan sus trabajos sobre temas aragoneses, en especial su Diccionario de voces aragonesas, La imprenta en Zaragoza y su Historia de la Universidad de Zaragoza.
Se cuenta que su cara se utilizó como modelo de la escultura del diablo que su compañero de colegio Félix Oroz realizó para la iglesia de San Miguel de los Navarros.

## Obra
Biografías
- Biografía de D. Faustino Casamayor y noticia de sus años políticos e históricos [Manuscrito]. 1855
- Biografía de D. Gaspar Bono y Serrano. Madrid: Establecimiento tipográfico de A. Vicente, 1859
- Biografía de D. José Yanguas [Manuscrito]. 1858
- Biografía de Félix Latassa [Manuscrito]. [1850-1880]

Discursos
- Culteranismo (Literatura) [Manuscrito].[1852]
- Discurso sobre el Romanticismo [Manuscrito]. [1850-1880]
- Discurso en la solemne distribución de premios de la Exposición Aragonesa por mano de S.M. el Rey D. Amadeo I, leído en el Paraninfo de la Universidad el 28 de setiembre de 1871. Zaragoza: [s.n.], 1871 (Imprenta de Francisco Castro)
- Al partido monárquico-liberal de Zaragoza. Zaragoza: [s.n.], 1875

Comedia
- Oro de ley: Comedia en tres actos y en verso [Manuscrito]. 1866 

Drama histórico
- Alfonso el Batallador: Drama histórico en cuatro actos y en verso. Zaragoza: [s.n.], 1868 (Establecimiento Tipográfico de Calisto Ariño)
- Las hijas del Cid: Drama histórico en tres actos y en verso. Zaragoza: Establecimiento tipográfico, 1842
- Los fueros de la Unión: Drama en cuatro actos y en verso. Barcelona: Imp. y Librería de Salvador Manero 1864

Filología
- Diccionario de voces aragonesas, precedido de una traducción filológico-histórica. Zaragoza: Imp. y Lib. de D. Calisto Ariño, 1859

Historia
- Historia de la Universidad de Zaragoza: Memoria escrita oficialmente por una orden de la Dirección General de Instrucción pública suscrita a 15 de julio de 1867 [Manuscrito]. 1868
- Historia del alzamiento de Zaragoza en 1854. [S.l.: s.n.], 1885 (Zaragoza: Imprenta del Instructor, a cargo de Santiago Ballès)
- La imprenta en Zaragoza con noticias preliminares sobre la imprenta en general. Zaragoza: [s.n.], 1860 (Imprenta y Librería de Vicente Andrés)

Literatura
- El amor en el teatro de Lope: Discurso para aspirar al Doctorado en la Facultad de Filosofía y Letras. Madrid: imprenta de Rojas, 1868
- Noticia de D. Gerónimo Jiménez de Urrea y de su novela caballeresca inédita D. Clarisel de las Flores. Zaragoza: Establecimiento Tipográfico Calisto Ariño, 1866
- Opúsculos literarios. Zaragoza: Imp. y Lit. Mariano de Peiró, 1853

Poesía
- A la Virgen de Covadonga. [S.l.]: [s.n.], [1866]
- Al Santuario de Misericordia: Saludo poético. Zaragoza: Ayuntamiento de Borja, 1875 (Tipografía de Calisto Ariño)
- Poesías. Zaragoza: Calixto Ariño, 1869

Tratados
- El ajedrez: Tratado de sus principios fundamentales. Zaragoza [s.n.], 1858 (Vicente Andrés)